# Papel Maracay
Compañía Anónima Fábrica de Papel de Maracay es una empresa filial de MANPA con base en Maracay, Venezuela dedicada a la fabricación productos de papel.
La empresa tiene su sede en la Calle Guayamure, Urbanización Industrial La Hamaca, Maracay, estado Aragua, Venezuela.
Papel Maracay fue fundada en 1915, cuando se inauguran las instalaciones en la ciudad de Maracay, construidas por el ingeniero M. León Quintero. La compañía, cuyos principales accionistas fueron el presidente Juan Vicente Gómez, el general Félix Galavis, Pius Schlageter y Mauricio Sosa Báez, contó con un capital suscrito de 1.500.000 bolívares. El primer presidente de la junta directiva fue José Gil Fortoul. La energía eléctrica provenía de la planta de Uraca, en Choroní, y la producción inicial fue de papel de estraza corriente, cartones y papel grueso para envolver.
Posteriormente la empresa se fusionó con el grupo MANPA que ha conservado el nombre de la marca. 
Se enfoca en la elaboración de servilletas desechables, toallas de cocina, pañuelos faciales desechables y papel sanitario. 

## Marcas
- Maracay
- Gardenia
- Sutil
- Jazmín